# Josef Veltjens
Josef "Seppl" Veltjens (2 de Junho de 1894 – 6 de Outubro de 1943) foi um piloto alemão que combateu na Primeira Guerra Mundial. Abateu 35 aeronaves inimigas, o que fez dele um ás da aviação. Anos mais tarde, esteve no negócio internacional de armas, e foi emissário pessoal de Hermann Göring.